# University of Canberra

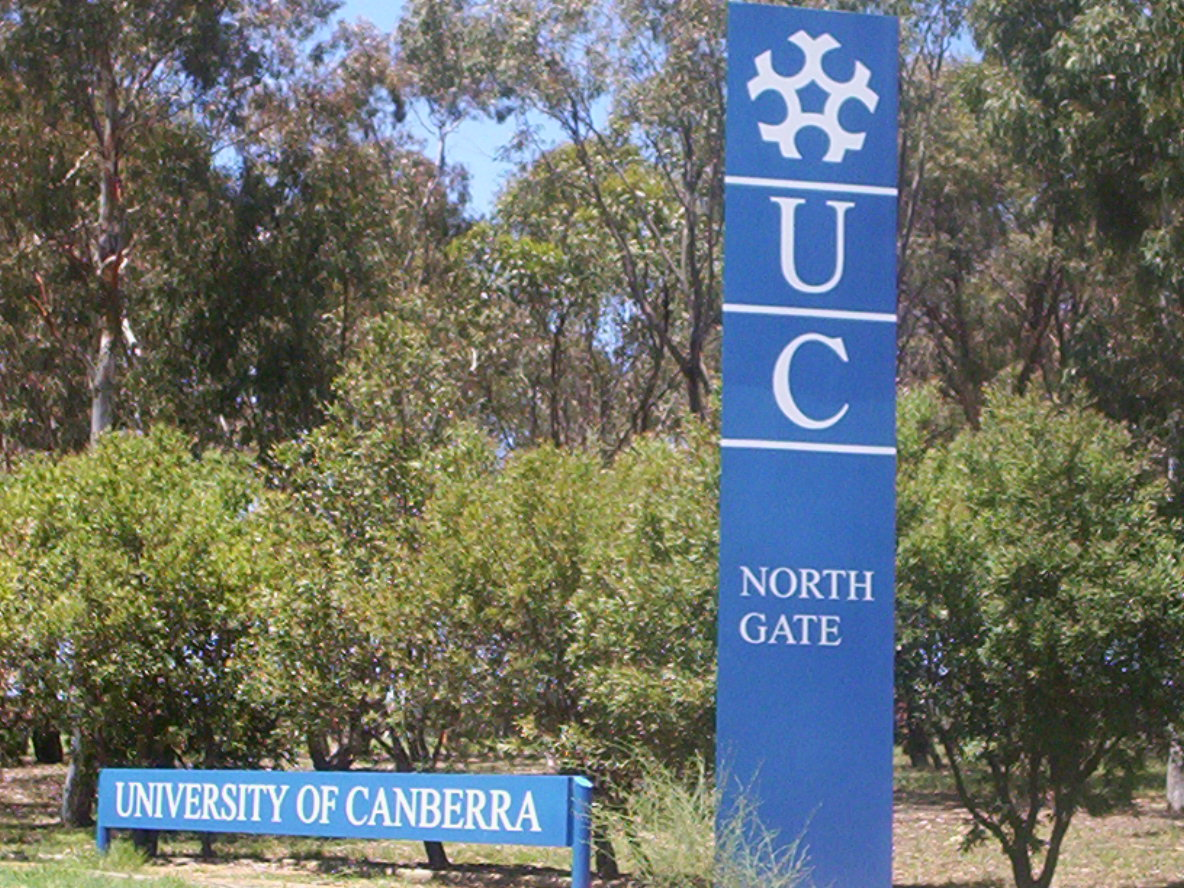
Logo der University of Canberra

Die University of Canberra (UC) ist eine staatliche Universität in der australischen Hauptstadt Canberra.

## Geschichte
Die UC wurde 1967 als Canberra College of Advanced Education (CCAE) gegründet. Die Grundsteinlegung durch Premierminister John Gorton erfolgte am 28. Oktober 1968; dieses Ereignis wird noch heute als Stone Day (Stein-Tag) gefeiert. Im Jahr 1990 erhielt CCAE den Status einer Universität und nannte sich in University of Canberra um.
Der Hauptcampus liegt im Vorort Bruce, etwa 8 km nordwestlich von Canberra. Von 2002 bis 2005 gab es einen zweiten Campus in Brisbane/Queensland.
Von 2000 bis 2006 fand in der Mensa das Metal-for-the-Brain-Festival statt. Heute findet auf dem Gelände der UC jeweils Ende Oktober das Stonefest statt, eines der beliebtesten Musikfestivals Australiens.
2016 bis 2019 war Deep Saini Vizekanzler der Universität.

## Hochschule
Das 1,2 km² große Campusgelände mit 23 Gebäuden befindet sich im Stadtteil Bruce nördlich des Stadtzentrums. Im Gegensatz zur ebenfalls in Canberra ansässigen Australian National University ist die UC mehr auf die praktische Ausbildung anstatt Forschung ausgerichtet.

## Einteilung
Die Universität ist mit Stand 2022 in folgende fünf Fakultäten unterteilt:
- Faculty of Arts and Design, einschließlich digitale Medien, kreatives Schreiben und Filmproduktion
- Wirtschaft, Leitung und Recht (Faculty of Business, Government & Law), mit Jura und Management
- Bildung/Pädagogik (Faculty of Education)
- Medizin/Gesundheit (Faculty of Health), einschließlich Pflege, Ernährung, Physiotherapie, Psychologie, Augenheilkunde
- Wissenschaft und Technik (Faculty of Science and Technology), einschließlich Informatik, Biomedizin, Ingenieurswesen

## Zahlen zu den Studierenden und den Mitarbeitern
2020 waren 16.323 Studierende eingeschrieben (2006: ca. 10.000, 2011: ca. 11.000; 2016: 17.071, 2017: 16.814, 2018: 16.568, 2019: 16.410). Von den 1117 Mitarbeitern im Jahr 2021 waren 898 in Vollzeit und 219 in Teilzeit angestellt.

## Partnerhochschulen
- Hochschule für Angewandte Wissenschaften Hof

## Persönlichkeiten
- Nathan Deakes (* 1977), Bronzemedaille bei den Olympischen Sommerspielen in Athen 2004 im  Gehen, Abschluss an der UC
- Garth Nix (* 1963), Schriftsteller (Das Alte Königreich), Abschluss an der UC 1996
- Lotay Tshering (* 1969), seit 2018 Ministerpräsident von Bhutan, Masterabschluss an der UC 2014